# Alberto Tejada Burga
Alberto Tejada Burga (Lima, 1924. szeptember 20. – 2018. január 20.) perui nemzetközi labdarúgó-játékvezető.

## Pályafutása

### Nemzeti játékvezetés
Játékvezetésből Limában vizsgázott. Vizsgáját követően a Limai Labdarúgó-szövetsége által üzemeltetett labdarúgó bajnokságokban kezdte sportszolgálatát. A Perui Labdarúgó-szövetség (FPF) Játékvezető Bizottságának (JB) minősítésével Primera División játékvezetője. Küldési gyakorlat szerint rendszeres partbírói szolgálatot is végzett. A nemzeti játékvezetéstől 1974-ben visszavonult.

#### Nemzetközi játékvezetés
A Perui labdarúgó-szövetség JB terjesztette fel nemzetközi játékvezetőnek, a Nemzetközi Labdarúgó-szövetség (FIFA) 1959-től tartotta nyilván bírói keretében. A FIFA JB központi nyelvei közül a spanyolt beszéli. Több nemzetek közötti válogatott, valamint Copa Libertadores klubmérkőzést vezetett, vagy működő társának partbíróként segített. Ő volt az első perui játékvezető, aki világbajnoki selejtező mérkőzést irányíthatott. A nemzetközi játékvezetéstől 1974-ben búcsúzott.

#### Labdarúgó-világbajnokság
Az 1962-es labdarúgó-világbajnokságon, az 1970-es labdarúgó-világbajnokságona, valamint az 1974-es labdarúgó-világbajnokságon a FIFA JB bíróként alkalmazta. Az első perui bíró, aki világbajnoki selejtezőt irányíthatott. Selejtező mérkőzéseket a COMNEBOL és a CONCACAF zónákban vezetett.

##### 1962-es labdarúgó-világbajnokság
| Időpont           | Helyszín                   | Mérkőzés típusa    | Mérkőzés                    | Eredmény |
| ----------------- | -------------------------- | ------------------ | --------------------------- | -------- |
| 1961. március 29. | Központi Stadion, San José | CONCACAF zónadöntő | Costa Rica–Holland Antillák | 6 – 0    |

##### 1970-es labdarúgó-világbajnokság
| Időpont            | Helyszín                | Mérkőzés típusa            | Mérkőzés          | Eredmény |
| ------------------ | ----------------------- | -------------------------- | ----------------- | -------- |
| 1969. augusztus 6. | Nemzeti Stadion, Bogotá | COMNEBOL zóna (2. csoport) | Kolumbia–Brazília | 0 – 2    |

##### 1974-es labdarúgó-világbajnokság
| Időpont              | Helyszín                   | Mérkőzés típusa            | Mérkőzés         | Eredmény |
| -------------------- | -------------------------- | -------------------------- | ---------------- | -------- |
| 1973. szeptember 30. | Központi Stadion, Asunción | COMNEBOL zóna (2. csoport) | Paraguay–Bolívia | 4 – 0    |

#### Copa América
Az 1959-es Copa América labdarúgó tornán a CONMEBOL JB megbízásából bíróként tevékenykedett.
| Időpont           | Helyszín                         | Mérkőzés típusa | Mérkőzés                            | Eredmény | Nézők száma |
| ----------------- | -------------------------------- | --------------- | ----------------------------------- | -------- | ----------- |
| 1959. március 15. | Monumental Stadion, Buenos Aires | selejtező       | Brazil labdarúgó-válogatott–Chile   | 3 – 0    | 40 000      |
| 1959. április 2.  | Monumental Stadion, Buenos Aires | selejtező       | Chilei labdarúgó-válogatott–Uruguay | 1 – 0    | 5 000       |

#### Nemzetközi kupamérkőzések
Vezetett kupadöntők száma: 2.

##### Interkontinentális kupa
| Időpont             | Helyszín                      | Mérkőzés típusa   | Mérkőzés                          | Eredmény |
| ------------------- | ----------------------------- | ----------------- | --------------------------------- | -------- |
| 1970. szeptember 9. | Feijenoord Stadion, Rotterdam | döntő 2. mérkőzés | Feyenoord–Estudiantes de La Plata | 1 – 0    |

##### Szuperkupa
| Időpont            | Helyszín                           | Mérkőzés típusa | Mérkőzés                           | Eredmény |
| ------------------ | ---------------------------------- | --------------- | ---------------------------------- | -------- |
| 1969. december 30. | Központi Stadion, La Plata partido | döntő           | Estudiantes de La Plata–CA Peñarol | 1 – 2    |

## Sportvezetőként
2009-ben (85 évesen!) volt a Perui Labdarúgó-szövetség JB elnöke.

## Szakmai sikerek
1974-ben a nemzetközi játékvezetés hírnevének erősítése, hazájában 10 éve a legmagasabb Ligában (osztályban) folyamatosan tevékenykedő, eredményes pályafutása elismeréseként, a FIFA JB felterjesztésére az 1965-ben alapított International Referee Special Award címmel és oklevéllel tüntette ki.

## Családi vonatkozás
Fia, Alberto Tejada Noriega az 1990-es évek egyik elismert nemzetközi játékvezetője.